# Manuel de Teffé
Manuel Antônio de Teffé (Paris, 30 de março de 1905 — Rio de Janeiro, 1 de janeiro de 1967) foi um diplomata e piloto automobilístico brasileiro.
Como piloto de corridas teve destaque no Brasil e na Europa. Foi ainda presidente da comissão esportiva do Automóvel Clube do Brasil entre 1946 e 1950. Diplomata de carreira, Teffé foi promovido a embaixador dois anos antes de falecer, tendo servido como embaixador do Brasil em Honduras. Foi ainda um dos fundadores e idealizadores do Circuito da Gávea, do Grande Prêmio Cidade do Rio de Janeiro e do I Grande Prêmio Juscelino Kubitschek, este último realizado em Brasília, em 23 de abril de 1960 - dois dias após a fundação da cidade. Foi um dos precursores do automobilismo brasileiro, ao lado do piloto Irineu Corrêa, formando uma dupla vencedora de provas internacionais nos Estados Unidos e Itália.

## Antecedentes familiares

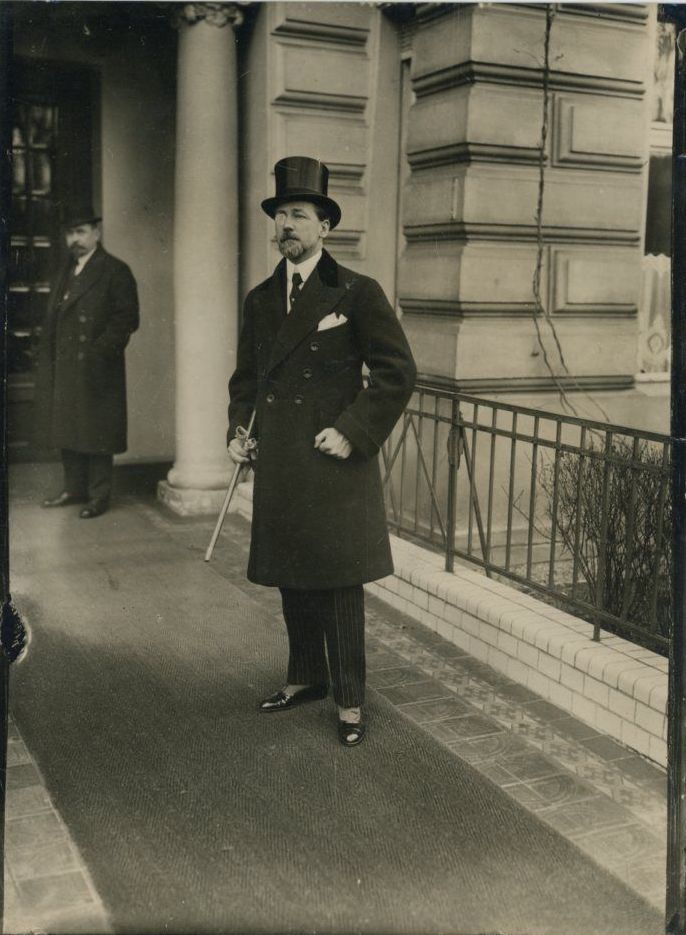
O embaixador Oscar de Teffé, pai de Manuel.

Teffé nasceu em Paris por acaso pois seu pai, Oscar de Teffé von Hoonholtz, diplomata, estava a serviço do governo brasileiro na França.
Era bisneto do nobre, militar, engenheiro e empresário prussiano, Frederico Guilherme von Hoonholtz; seu avô paterno – almirante Antônio Luís von Hoonholtz - foi senador, cientista, diplomata, literato, político e herói na Guerra do Paraguai (1864-1870), tendo sido agraciado com o título de barão de Teffé, em 11 de junho de 1873, pelo imperador D. Pedro II. Seu pai, além de grande diplomata, foi um reconhecido esteta, fotógrafo e colecionador de arte, tendo inclusive a tela "A Descida da Cruz", de Rembrandt, no seu palacete em Botafogo. Seu pai foi também campeão de esgrima na Universidade de Paris, nas categorias florete e espada. A tia paterna de Manuel, a caricaturista e pianista Nair de Teffé – conhecida pelo pseudônimo de Rian; considerada a primeira caricaturista mulher do mundo; e fundadora do conhecido Cinema Rian, na Avenida Atlântica, em Copacabana –, conheceu em Petrópolis e casou-se com o então presidente da República, o viúvo marechal Hermes da Fonseca. Era também sobrinho-neto do 2.° barão de Javari e primo de segundo grau de Henrique Dodsworth. Seu tio-avô, o tenente-coronel da Guarda Nacional, José Paulino von Hoonholtz, foi deputado provincial do Amazonas, tendo sido também superintendente do Estabelecimento de Fundição e Estaleiros Ponta d'Areia - empresa que pertencia ao visconde de Mauá; e empresário no Ceará, onde morou durante quatorze anos; tendo tido a exclusividade sobre o abastecimento de água em Fortaleza por cinquenta anos - tendo continuado a usufruir dos rendimentos sobre a exclusividade quando passou a residir em Manaus. Seu tio-avô, José Paulino von Hoonholtz, foi ainda proprietário da Fundição Cearense - a mais antiga fundição do país ainda em atividade. Seu avô materno, o comendador Manuel Antônio da Costa Pereira, 1.º conde de Costa Pereira, foi empresário, banqueiro, fundador da empresa Costa Pereira & Cia, presidente da Beneficência Portuguesa do Rio de Janeiro e um dos fundadores e incorporadores da famosa Fábrica de Tecidos Bangu - que serviu de locação para o filme Olga. Seu pai, Oscar de Teffé, era primo-irmão da condessa de Frontin, D. Maria Leocádia Dodsworth de Frontin, esposa do engenheiro Paulo de Frontin, conde de Frontin. Sua irmã, a marquesa Maria Luiza de Teffé Berlingieri, era casada com o marquês Pier Luigi Berlingieri, da nobre família italiana dos Berlingieri, que têm os títulos de duque de Casalnuovo, marquês de Valle Perrotta e marquês Berlingieri. Sua tia materna, Raquel Pereira da Motta Maia, era casada com Manuel Augusto Velho da Motta Maia, filho do conde de Motta Maia. Sua mãe, Maria Mercedes da Costa Pereira de Teffé, era conhecida como a embaixatriz Mercedes de Teffé, e também como a embaixatriz de Teffé. Seu tio paterno, o tenente-coronel da Guarda Nacional, Álvaro de Teffé von Hoonholtz, foi o fundador da inovadora Revista da Semana (1900-1962) - que posteriormente seria incorporada ao Jornal do Brasil -, bem como oficial de registro de títulos. Seu tio Álvaro de Teffé foi também secretário (que corresponde ao atual cargo de ministro-chefe) da Casa Civil da Presidência da República, no governo do marechal Hermes da Fonseca - Álvaro de Teffé já era secretário da Casa Civil da Presidência da República desde bem antes de Nair de Teffé casar-se com o marechal Hermes, em 13 de dezembro de 1913. A primeira esposa do seu tio Álvaro de Teffé, a socialite Nicola de Teffé, era uma das colunáveis preferidas de João do Rio nas suas crônicas sociais dos jornais da época - na época as colunas sociais eram em forma de crônica -; tendo sido a primeira presidente e fundadora da Associação da Mulher Brasileira. Nicola de Teffé se chamava Joaquina de Oliveira Murinelly, sendo chamada e conhecida como Nicola. A segunda esposa de seu tio, ministro Álvaro de Teffé, sua tia Tetrá de Teffé - consagrada escritora, que ganhou o prêmio Machado de Assis da Academia Brasileira de Letras em 1941 -, cujo nome completo era Tetrazzini de Almeida Nobre de Teffé; de tradicional família paulista quatrocentona, era irmã de Ibrahim de Almeida Nobre, o tribuno da Revolução Constitucionalista de 1932.
O pai de Manuel, o embaixador Oscar de Teffé, construiu um castelo em estilo escocês em Petrópolis: o Castelo São Manoel - o qual ele nomeou em homenagem ao filho. A propriedade foi vendida posteriormente pela família, tendo sido comprada pela Companhia Brasileira Cinematográfica, pertencente a Francisco Serrador. Entre as produções que foram realizadas lá, estão a minissérie O Quinto dos Infernos e a novela Eterna Magia, ambas da Rede Globo; além do filme Argila. A área do prédio e o seu entorno hoje correspondem ao bairro petropolitano de Castelo São Manoel. No interior do castelo se encontrava a imagem de Nossa Senhora de Copacabana, trazida de Copacabana, Bolívia, por mercadores do Peru, para o Rio de Janeiro, ainda no século XV. Foi em homenagem à virgem que o bairro carioca de Copacabana passou a ter esse nome. Para abrigar a santa, foi construída uma igrejinha onde hoje se encontra o Forte de Copacabana. Em 1916, quando a antiga Igrejinha de Copacabana foi destruída, a imagem foi confiada à família Teffé, que a conservou na capela do Castelo São Manoel. O terceiro proprietário do castelo, o banqueiro Silvério Ceglia, descobriu, por acaso, a imagem da santa no interior do prédio. Depois de quase meio século, e graças a Silvério Ceglia, a imagem pôde retornar ao Rio, mais precisamente para o bairro que a recebera originalmente - Copacabana. Em 1953, foi construída uma igrejinha junto ao forte, para que a santa pudesse vir de Petrópolis.

## Primeiros anos
O interesse de Teffé pela velocidade começou quando o pai o presenteou com uma motocicleta Terrot com a qual divertia-se pelas ruas de Petrópolis, e que mais tarde trocou por um carro Bugatti.
Em 1920, quando seu pai foi designado enviado extraordinário e ministro plenipotenciário em Viena, na Áustria, Teffé aproveitou para fazer um estágio na fábrica de automóveis Gräft & Stift, onde aprendeu muito sobre mecânica. Depois de Viena, sua família mudou-se para o sul da França, onde ele teve uma motocicleta Harley Davidson.
Quando tinha 22 anos, seu pai foi designado embaixador na Itália, e mudaram-se para Roma. Lá aproveitou para conhecer a montadora Alfa Romeo. Foi na Itália que Teffé começou oficialmente a correr. Em Roma, Manuel formou-se em Direito pela Universidade La Sapienza.

## Década de 1920
Há registros de sua participação em duas provas em 1925, ambas na Itália; com um carro Alfa Romeo ficou em terceiro lugar numa, e na outra em quarto lugar na categoria Turismo. Em 1927, ainda na Itália, participou de quatro provas com um Alfa Romeo, terminando todas em primeiro lugar na categoria.
Em abril de 1928, entrou para a Scuderia Materassi. Iniciou o ano de 1928 participando da segunda edição da Mille Miglia a bordo de um Chrysler 72, fazendo dupla com a baronesa Maria Antonietta Avanzo, primeira mulher a participar daquela prova, mas abandonaram a prova por pane elétrica. Participou ainda de três provas naquele ano, tirando um segundo lugar na categoria, um terceiro lugar na geral e um outro terceiro lugar na categoria.
Em setembro de 1928 participou do V Congresso Mundial Automobilístico, em Roma. Foi nesse ano que, aos 23 anos de idade, conheceu e teve um caso com a socialite italiana Wanda Barbini, de ascendência nobre. Os dois se conheceram numa recepção no clube Tevere Remo, em Roma. Eles não se casaram, mas tiveram um filho que nasceu em 21 de julho de 1930, no Palazzo Pamphilj, sede da embaixada brasileira na Itália. O menino Antônio Luís de Teffé ficou com a família materna e, quando adulto, adotou o nome artístico de Anthony Steffen, passando a atuar nos filmes spaghetti western italianos. Wanda foi casada durante sete anos com o político e militar italiano Ettore Muti, secretário do Partido Nacional Fascista de 31 de outubro de 1939 a 30 de outubro de 1940.
Seu pai, o embaixador Oscar de Teffé, pareceu não ter aprovado o caso amoroso e o mandou de volta ao Brasil, mas Manuel de Teffé ainda teve oportunidade de participar de duas provas, sendo que na Subida de Cimino chegou em terceiro lugar na categoria.

## Década de 1930

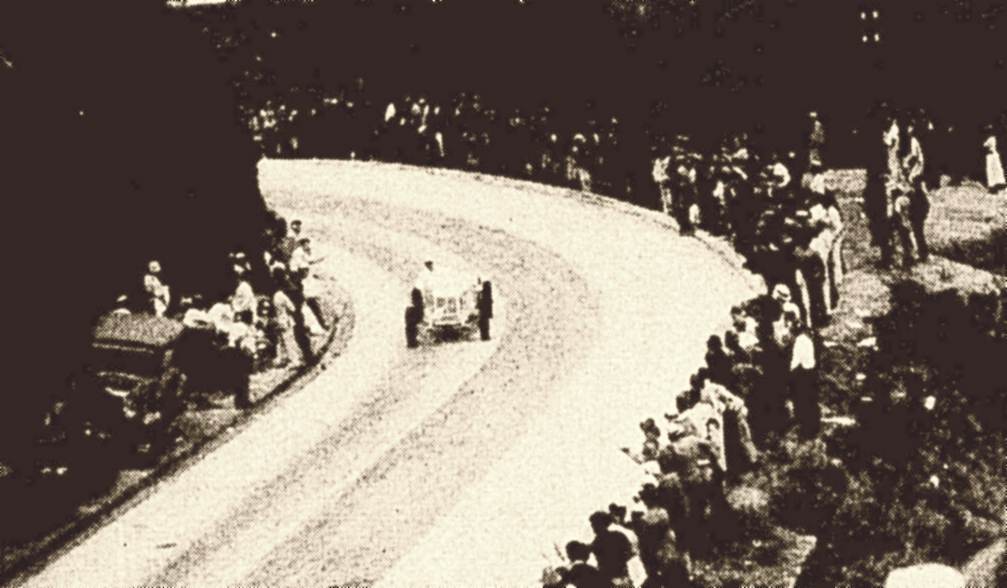
Teffé em seu carro na "Subida da Montanha" entre Rio-Petrópolis, 1933.

Em 1930 e 1931, já no Brasil, não existem registros de sua participação no automobilismo mas, em 1932, o Automóvel Clube do Brasil realizou três provas na estrada Rio-Petrópolis.  No dia 28 de fevereiro foi a prova de Subida de Montanha e, em 13 de março, foi a vez de mais duas provas: uma de quilômetro lançado e outra de quilômetro de arrancada. Todas foram vencidas pelo alemão Hans Stuck, que pilotou uma Mercedes-Benz SSKL, e que havia vindo ao Brasil a convite de Manuel de Teffé, que o conhecera em provas automobilísticas da Europa.
Devido a seu sucesso nas provas, Teffé, na época com 28 anos de idade, convenceu o prefeito do então Distrito Federal, Pedro Ernesto, a realizar uma prova que tivesse caráter internacional. A ideia foi aceita, sendo então criada a Quinzena do Automobilismo, que consistia na realização de três provas: o Quilômetro Lançado, a Subida da Montanha e o I Grande Prêmio Cidade do Rio de Janeiro, no dia 8 de outubro de 1933. O local escolhido foi o Circuito da Gávea, um traçado urbano com quase 12 quilômetros de extensão que contornava o Morro Dois Irmãos.
O I Grande Prêmio Cidade do Rio de Janeiro tornou-se a primeira corrida automobilística brasileira de nível internacional, e a primeira a fazer parte do calendário da Association Internationale des Automobile Clubs Reconnus, precursora da Federação Internacional do Automóvel (FIA). Foi vencida por Manuel de Teffé, que recebeu os cumprimentos de Getúlio Vargas, presente ao evento, e também um telegrama de felicitações enviado por Benito Mussolini, premier da Itália, o país fabricante da Alfa Romeo com que correu.

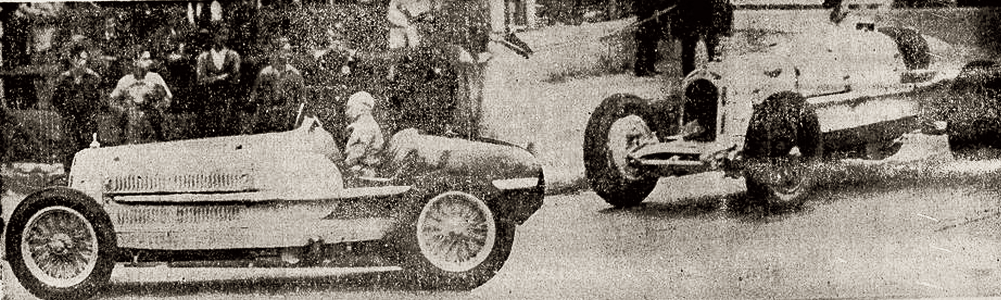
Hellé Nice sendo perseguida por Manuel de Teffé durante o primeiro Grande Prêmio Cidade de São Paulo, em 1936

Em 1934 e 1935 participou novamente do Circuito da Gávea com sua nova Alfa Romeo 8C 2300 Monza, mas em ambas chegou acima do 20º lugar. Em 1935, participou também da 500 Milhas de Rafaela, na Argentina, onde ficou em 6º lugar na prova vencida pelo polonês radicado na Argentina, Carlos Zatuszek, com uma Mercedes-Benz SSK. Já em 1936 participou de seis provas, sendo o primeiro na de arrancada, primeiro na de subida de montanha. Nas provas de corrida, não terminou o  Grande Prêmio Thermal de Poços de Caldas, em Minas Gerais; no Circuito da Gávea classificou-se em terceiro lugar, mesma posição que chegou na primeira prova internacional em São Paulo, o Grande Prêmio Cidade de São Paulo.
Nesta prova, Manuel de Teffé envolveu-se no grave acidente que atingiu a famosa piloto francesa Hellé Nice, e que matou quatro soldados que atuavam tentando conter o público, e teve ainda dezessete feridos graves e vinte e cinco leves. Outros dois feridos graves vieram a morrer depois, elevando para seis o número de vítimas fatais. Vale registro o fato de Teffé ser adepto do Partido Integralista, versão brasileira dos partidos fascistas que cresciam na Europa e, nesta corrida, tencionavam homenageá-lo com uma taça - segundo o registro do jornal Correio de São Paulo: "Em meio à consternação que produziu o horrível desastre, os integralistas deram a nota humorística. Um grupo de "soldados" do dr. Plínio, vestindo a camisa verde, esperava pelo final da corrida, por trás da tribuna dos cronometristas, a fim de entregarem uma "caneca" das de jogos de futebol ao volante Manoel de Teffé. Ocorrido o acidente eles debandaram, não fazendo a entrega que espetacularmente iriam fazer. Na "caneca" encontrava-se a seguinte inscrição: "Ao volante integralista Manoel de Teffé - os integralistas do núcleo de S. Paulo."
Encerrou o ano de 1936 correndo o I Grande Prêmio de Buenos Aires, chegando em quarto lugar.
Em dezembro de 1936, Manuel de Teffé casou-se com Maria Luiza de Mello, filha do famoso arquiteto Heitor de Mello e neta do almirante Custódio de Mello, com uma grande recepção nos suntuosos salões do palacete do pai do noivo, no bairro de Botafogo - à época um dos bairros mais sofisticados do Rio de Janeiro, onde algumas das famílias mais ricas e tradicionais do Rio tinham os seus casarões, tais como os Paula Machado, os Guinle, os Machado Guimarães, os Fonseca Costa e os Mello Franco; além de políticos ilustres, como Ruy Barbosa e Miguel Calmon du Pin e Almeida; e grandes empresários, como o industrial Severino Pereira da Silva. O jornalista Chermont de Brito descreveu em sua coluna social do Jornal do Brasil a recepção, dizendo que o casamento reuniu toda a alta sociedade carioca, as mulheres mais elegantes, embaixadores, ministros, bem como as figuras mais notáveis do mundo das finanças, das letras e das ciências. O colunista mencionou alguns dos presentes na recepção: a sra. Carlos Guinle (Gilda de Oliveira Rocha Guinle); a baronesa de Saavedra; sra. José Cortez; sra. Ernesto G. Fontes (Maria Cecília de Oliveira Roxo Fontes); a viscondessa de Carnaxide; Tetrá de Teffé; a então primeira-dama do Brasil, Darci Sarmanho Vargas, esposa do então presidente da República, Getúlio Vargas; o então núncio apostólico no Brasil, Dom Benedetto Aloisi Masella; Cláudio de Sousa; e dois ex-presidentes da República: Epitácio Pessoa e Artur Bernardes.
No ano de 1937 foi proibido de participar do Circuito da Gávea em virtude de uma briga com o Automóvel Clube do Brasil, mas venceu novamente a Prova de Subida de Montanha de Petrópolis, e voltou a participar da 500 Milhas de Rafaela, quando abandonou por problemas mecânicos.
No ano de 1938, Teffé voltou à Europa para trabalhar no consulado brasileiro na Suíça, e lá foi convidado pelo conde Giovanni Lurani para correr pela Scuderia Ambrosiana, ao lado de um dos maiores pilotos da época, o italiano Luigi Villoresi, e participou de seis corridas, usando uma Maserati 6CM, com resultados satisfatórios. Ele trouxe esse carro para o Brasil e, com ele, conquistou em 1939, em sua única corrida daquele ano, sua segunda vitória no Circuito da Gávea, dessa vez sem a participação de pilotos estrangeiros devido ao início da Segunda Guerra Mundial (1939-1945).
Em 1939, liderou um grupo que testou o Autódromo de Interlagos, um ano antes da sua inauguração oficial.

## Década de 1940
Teffé não participou do Circuito da Gávea em 1940, participando apenas do Grande Prêmio São Paulo, prova inaugural do Autódromo de Interlagos, que não completou. Após três paradas nos boxes, abandonou a prova na 14ª volta de um total de 25. O vencedor foi o piloto Artur Alberto do Nascimento Júnior.
No ano de 1941, depois de participar de uma Subida de Montanha, em Petrópolis; voltou a correr na Argentina, finalizando como terceiro colocado no I Prêmio Cidade de Santa Fé, onde enfrentou dificuldades para desembarcar o combustível e, por isso, teve pouco tempo para treinar. A seguir, foi o primeiro colocado na Subida da Tijuca e terceiro no Circuito da Gávea, novamente com a participação exclusiva de brasileiros.
Em 1942, não participou de corridas. Com a crise gerada pela Segunda Guerra Mundial, no período de 1942 a 1945 o governo brasileiro proibiu a circulação de veículos movidos a gasolina e, principalmente, as corridas de carro; então, a saída foi usar o gasogênio como combustível.
Em 27 de abril de 1942, nasceu no Rio de Janeiro seu filho Mário Frederico de Teffé, fruto da sua união com Olga Silveira de Teffé.
Manuel foi um diplomata atuante durante a Segunda Guerra Mundial, colaborando ativamente com os Aliados e os Estados Unidos, a ponto de ter sido condecorado com a Medalha Presidencial da Liberdade.
Em 1943, participou de quatro corridas com um Chevrolet equipado com gasogênio, vencendo uma corrida, a Subida de Montanha, em Petrópolis. No campeonato, Teffé obteve a terceira colocação. A partir daí parou com as corridas para se dedicar às atividades diplomáticas.
Correu o Circuito da Quinta da Boa Vista em 1946, mas teve um acidente ao quebrar a barra de direção de seu carro, e que deixou sequelas no menisco do seu joelho esquerdo.
Como presidente da comissão esportiva do Automóvel Clube do Brasil, Teffé foi árbitro geral da prova I Prêmio Crônica Esportiva, realizada em Interlagos, em 19 de abril de 1948 - prova vencida por Arlindo Aguiar; e diretor geral da corrida no I Grande Prêmio Cidade de Santos, em 26 de dezembro de 1948.

## Década de 1950
Manuel de Teffé só voltou a correr em 1950, quando participou em três provas de subida de montanha, com boas colocações, e disputou o Circuito da Quinta da Boa Vista, no Rio de Janeiro. Juan Manuel Fangio venceu, Chico Landi ficou em segundo e ele em sexto lugar.
Em 1951, quando seu filho Antônio Luís de Teffé, que morava em Roma, veio visitá-lo no Rio, Manuel de Teffé estava de namoro com a socialite Alice Tamborindeguy, que à época ainda se chamava Alice Saldanha. Antônio Luís de Teffé ficaria hospedado na mansão do avô, o embaixador Oscar de Teffé, no então riquíssimo bairro de Botafogo. O palacete do pai de Manuel se localizava à Praia de Botafogo, 256.
No dia 30 de outubro de 1951, chegou ao Brasil a milionária tcheca Dana Edita Fischerova, vinda do México, onde havia se separado de seu terceiro marido, o jornalista mexicano Carlos Denegri. No Rio, em um jantar de gala, conheceu o diplomata Manuel de Teffé e começaram um romance; casaram-se seis meses depois no México, para onde ele foi designado segundo secretário da embaixada brasileira. Mas, antes de partir, em fevereiro de 1952, Teffé ainda participou do Circuito da Quinta da Boa Vista, voltando a usar um Alfa Romeo, classificando-se em sétimo lugar.
Ao chegar ao México encontrou seu amigo, o príncipe Paul Alfons von Metternich, e esse o convidou para participar em dupla da terceira edição da Carrera Panamericana, em um Porsche 356. A prova cortava as cidades de Tuxtla Gutiérrez e Juárez, na fronteira do México com os Estados Unidos, tendo mais de três mil quilômetros. O regulamento permitia que ambos pilotassem, não havendo um piloto e um navegador. Os vencedores foram os alemães Karl Kling e Hans Klenk, pilotando uma Mercedes-Benz 300SL, e Teffé e Metternich chegaram na oitava colocação na geral e quinta na categoria sport, depois de 23 horas de prova.
Em 1953, Teffé foi promovido a primeiro secretário e transferido para Montevidéu, no Uruguai, onde ficou até 1956, quando foi novamente transferido para o consulado em Toronto, no Canadá. Lá ele participou, no mês de setembro, da prova automobilística Indian Summer Trophy Race, com uma Maserati A6GCS, mas não se sabe sua classificação. Em dezembro participou daquela que se tornaria, talvez, sua última prova, Governor's Trophy 2000cc, no Windsor Air Field, onde hoje é o Aeroporto Internacional Lynden Pindling, em Nassau, capital das Bahamas; quando chegou em 34º lugar na geral e em 19º na Categoria E.
Em Montevidéu, Manuel conheceu Maria Luisa Rodriguez Diano, secretária da Ford Uruguai. Eles logo se casaram e tiveram uma filha, Melissa Bianca de Teffé, nascida em Marselha.
Teffé, mesmo não correndo, mantinha-se próximo do automobilismo.

## Últimos anos
Na inauguração de Brasília em 1960, ele idealizou e colaborou na organização do I Grande Prêmio Juscelino Kubitschek, ocorrido em 23 de abril daquele ano - dois dias após a fundação da cidade. Seu nome chegou a aparecer entre os inscritos na prova de turismo acima de 1300cc e há referência num jornal de que ele não completou a prova, mas sua participação é muito duvidosa; se participou, foi essa sua última corrida.
Teffé foi enviado em 1961 para Marselha, no sul da França, para exercer as funções de cônsul geral. Em junho de 1961, Dana foi supostamente assassinada quando viajava de carro pela Via Dutra, em direção a São Paulo, em companhia de seu advogado, Leopoldo Heitor, que cuidara da separação e a representava, inclusive com procuração para cuidar de seus bens  - e que ele passou para seu nome tão logo ela sumiu. Leopoldo Heitor chegou a ser acusado e preso, tendo contado três versões completamente diferentes para o desaparecimento de Dana, mas em julgamentos posteriores acabou sendo absolvido, pois nunca encontraram o corpo dela.
Em 1965, Teffé foi promovido a ministro de segunda classe, e transferido para Honduras, na América Central, como embaixador extraordinário. Morreu pouco depois, com quase 62 anos de idade, no Hospital Federal dos Servidores do Estado, no Rio de Janeiro, e foi sepultado em Petrópolis.